# Mols
Mols er et landskab i den sydlige del af Djursland på Jyllands østkyst. Mols har givet navn til Mols Herred (se kortet) med hovedbyen Ebeltoft. Der er ikke helt enighed om, hvor stort et område Mols dækker, men almindeligvis bruges navnet om halvøen vest for Ebeltoft Vig, hvor Mols Bjerge ligger, men fraregnet den sydligste halvø Helgenæs. En indbygger på Mols kaldes en molbo.
Landskabet blev dannet ved afslutningen af den seneste istid ved et isfremstød sydfra med tre gletsjertunger, der udgravede henholdsvis Kalø Vig, Begtrup Vig og Ebeltoft Vig. Efter fremstødet efterlod isen et meget kuperet morænelandskab med Mols Bjerge som det højeste (op til 137 meter). Nord for isranden, der nogenlunde følger Mols Herred's nordgrænse, opstod den meget flade Tirstrup Hedeslette.
Det kuperede terræn kaldes Mols Bjerge, hvor de mest kendte højdepunkter er Agri Bavnehøj (137m), Trehøje (127 m) og Stabelhøjene (135 m og 133 m). De naturmæssige og landskabelige værdier i Mols Bjerge har medført, at der i 1984 blev gennemført en fredning af Mols Bjerge Nord, og i 1994 af Mols Bjerge Syd. Fredningen af Mols Bjerge udgør ca 2500 ha.
Mols Bjerge blev i januar 2008 udpeget som nationalpark af miljøminister Troels Lund Poulsen, og oprettelsen blev igangsat i foråret 2008. Mols Bjerge udgør kun en lille del af Nationalpark Mols Bjerge, som dækker et område på ca. 180 kvadratkilometer. Nationalparken omfatter udover den fredede natur også konventionelt drevet landbrug og skovbrug.

## Molbo
Befolkningen på Mols hedder molboer. Der findes en række fiktive historier om disse molboers dumheder, som kaldes molbohistorier.
Tidligere var historier om molboers dumheder meget udbredte under betegnelsen molbohistorier. Det siges, at mange af historierne er opfundet af århusianere.
Iflg. gammel tradition skal ens slægt have boet på Mols gennem mindst 7 generationer, for at man kan kalde sig en ægte molbo. Derfor er der kun ganske få mennesker, der kan anses for "ægte" molboer. I mere moderne historie er man molbo blot ved bopæl på Mols, herunder Mols Herred, eller hvis man har boet på Mols i en længere periode.
- Trehøje i Mols Bjerge
- Helgenæs og Begtrup Vig set fra Trehøje i Mols Bjerge
- Mols Bjerge udsigt mod Begtrup Vig

## Molbo-ost
Den hollandske ejdammer-ost hedder på dansk molbo.